# Bellinghamův záliv

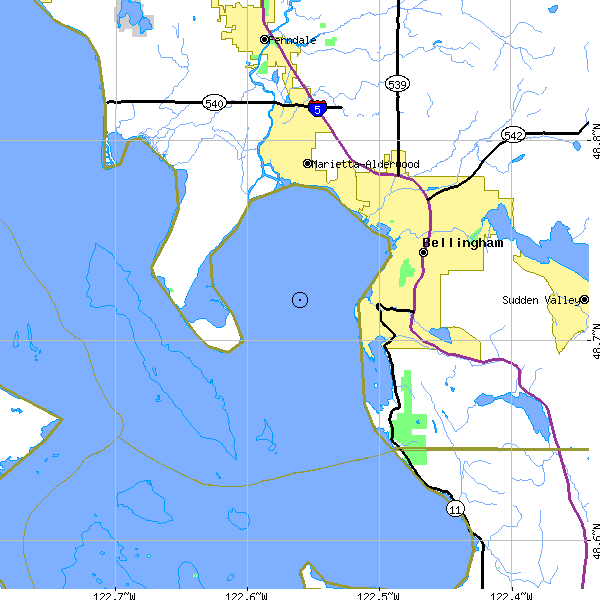
Mapa zálivu.

Bellinghamův záliv (angl. Bellingham Bay) se nachází na severu amerického pobřeží Pacifiku ve státě Washington. Na západě ho od Georgijské úžiny oddělují Lummijský poloostrov, Lummijský ostrov a ostrov Portage. Na východě jsou břehy města Bellingham, na jihovýchodě Chuckanutské hory a na jihu Samišský záliv. Řeka Nooksack a potok Whatcom Creek ústí do zálivu.
Záliv je pojmenován po Siru Williamu Bellinghamovi, který měl na starost část ekonomiky britského námořnictva v době, kdy do zálivu připlul se svou flotilou v roce 1792 George Vancouver. Poprvé Evropané spatřili záliv už o rok dříve, kdy do tamních vod připlul Španěl José María Narváez. Ten záliv pojmenoval Seno Gaston (čes. Gastonův záliv).
Část zálivu je kontaminovaná rtutí z celulózky společnosti Georgia-Pacific, která je zde od roku 1965. Momentálně se plánuje vyčištění zálivu.